# Еркинабад
Еркинабад (каз. Еркінабад) — село в Мактааральском районе Туркестанской области Казахстана. Входит в состав Бирликского сельского округа. Код КАТО — 514437200.

## Население
В 1999 году население села составляло 538 человек (276 мужчин и 262 женщины). По данным переписи 2009 года, в селе проживало 788 человек (406 мужчин и 382 женщины).